# Richard von Weizsäcker
Richard Karl Freiherr von Weizsäcker, född 15 april 1920 i Stuttgart, död 31 januari 2015 i Berlin, var en tysk politiker (CDU). Han var förbundspresident för Förbundsrepubliken Tyskland 1984–1994 och regerande borgmästare i Västberlin 1981–1984. Han var yngre bror till filosofen och fysikern Carl Friedrich von Weizsäcker.

## Biografi
Richard von Weizsäckers far, Ernst von Weizsäcker, var diplomat och Weizsäcker växte upp i Köpenhamn, Berlin, Oslo och Bern. 1937 tog han studenten i Berlin. 1938 blev Weizsäcker inkallad i armén och deltog sedan i andra världskriget. Weizsäcker var med vid anfallen mot Polen och Sovjetunionen. Han sårades vid ett par tillfällen. I april 1945 transporterades han, lätt skadad, från Königsberg, via Östersjön, till Potsdam och befann sig vid krigsslutet i Lindau. Weizsäckers far arbetade 1938–1943 som statssekreterare vid utrikesministeriet och Weizsäcker kom att försvara sin far vid rättegången mot honom i Nürnberg 1948.
Weizsäcker studerade efter kriget rättskunskap och historia vid universitetet i Göttingen. Han arbetade sedan vid en domstol i Celle, på Mannesmann i Gelsenkirchen och Düsseldorf, på Waldthausen och på Boehringer i Ingelheim. På 1950-talet blev han medlem i CDU. Från 1966 verkade Weizsäcker som advokat i Västberlin och var samtidigt medlem i Deutscher Evangelischer Kirchentag.
1964–1970 och 1977–1983 var han organisationens ordförande. Efter valet i september 1969 blev Weizsäcker medlem av förbundsdagen, där han representerade Rheinland-Pfalz. 1972–1979 var han ställföreträdande ordförande för CDU/CSU-fraktionen. Weizsäcker var dessutom vice förbundsdagspresident (vice talman) 1979–1981. År 1979 ställde Weizsäcker för första gången upp i valen till Västberlins lagstiftande församling. CDU blev det största partiet men kunde inte ta regeringsmakten då SPD och FDP tillsammans bildade en majoritet.

### Västberlins borgmästare
11 juni 1981 blev Weizsäcker Västberlins borgmästare och efterträdde Hans-Jochen Vogel. 1983 gjorde han ett uppmärksammat besök hos Erich Honecker. I februari 1984 lämnade Weizsäcker posten som borgmästare för att kandidera i förbundspresidentsvalet i maj samma år. 

### Tysklands förbundspresident
Richard von Weizsäcker valdes till förbundspresident och höll den 8 maj 1985 ett tal där Tredje rikets nederlag beskrevs som en befrielse. Talet blev ett genombrott och bidrog till att 8 maj firas som en befrielsens dag i Tyskland.
I samband med sitt statsbesök i Sverige den 16 maj 1988 förärades von Weizsäcker Serafimerorden och blev dess 804:e riddare. Namnledet Freiherr betyder friherre. När den tyska monarkin och därmed adelsprivilegierna avskaffades i revolutionen 1918–1919 blev de tyska adelstitlarna i stället delar av de adligas personnamn. Detta hindrade inte att Richard Freiherr von Weizsäcker, när han som tysk statschef tilldelades Serafimerorden, i den svenska kungliga ordens matrikel skrevs in som friherre Richard von Weizsäcker. 1989 återvaldes von Weizsäcker som förbundspresident.
Han var sedan 1990 hedersmedborgare i Berlin.
Han fann sin sista vila den 11 februari 2015 på Waldfriedhof i Dahlem i södra Berlin. Samtidigt ägde i Riddarholmskyrkan i Stockholm den så kallade Serafimerringningen rum.

## Bildgalleri

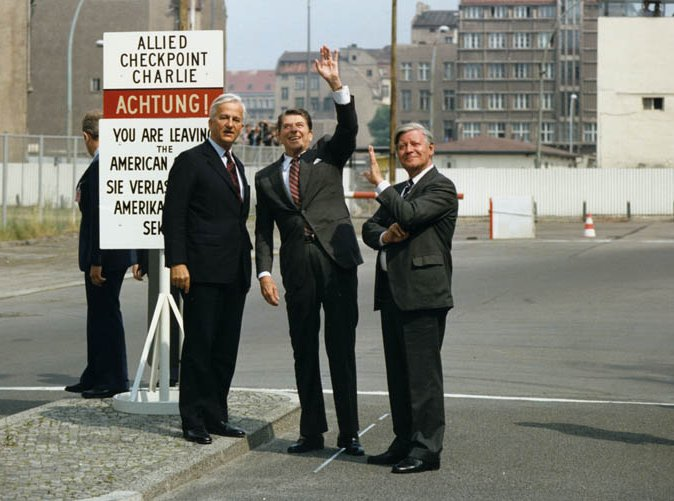
Borgmästare von Weizsäcker tillsammans med USA:s president Ronald Reagan och förbundskansler Helmut Schmidt vid Checkpoint Charlie, 11 juni 1982.
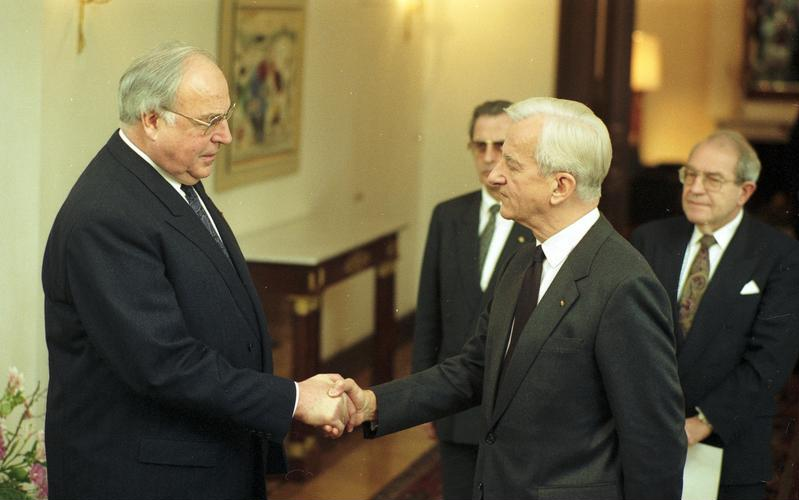
Förbundspresident von Weizsäcker tillsammans med förbundskansler Helmut Kohl i samband med utnämning av nya ministrar i förbundsregeringen, 18 januari 1991.
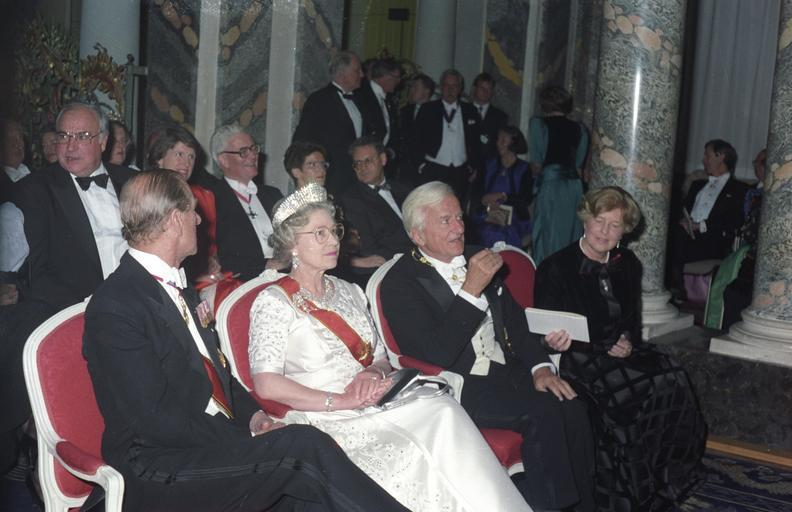
Förbundspresidenten tillsammans med Storbritanniens drottning Elizabeth II som värd för brittiska statsbesöket, 19 oktober 1992.
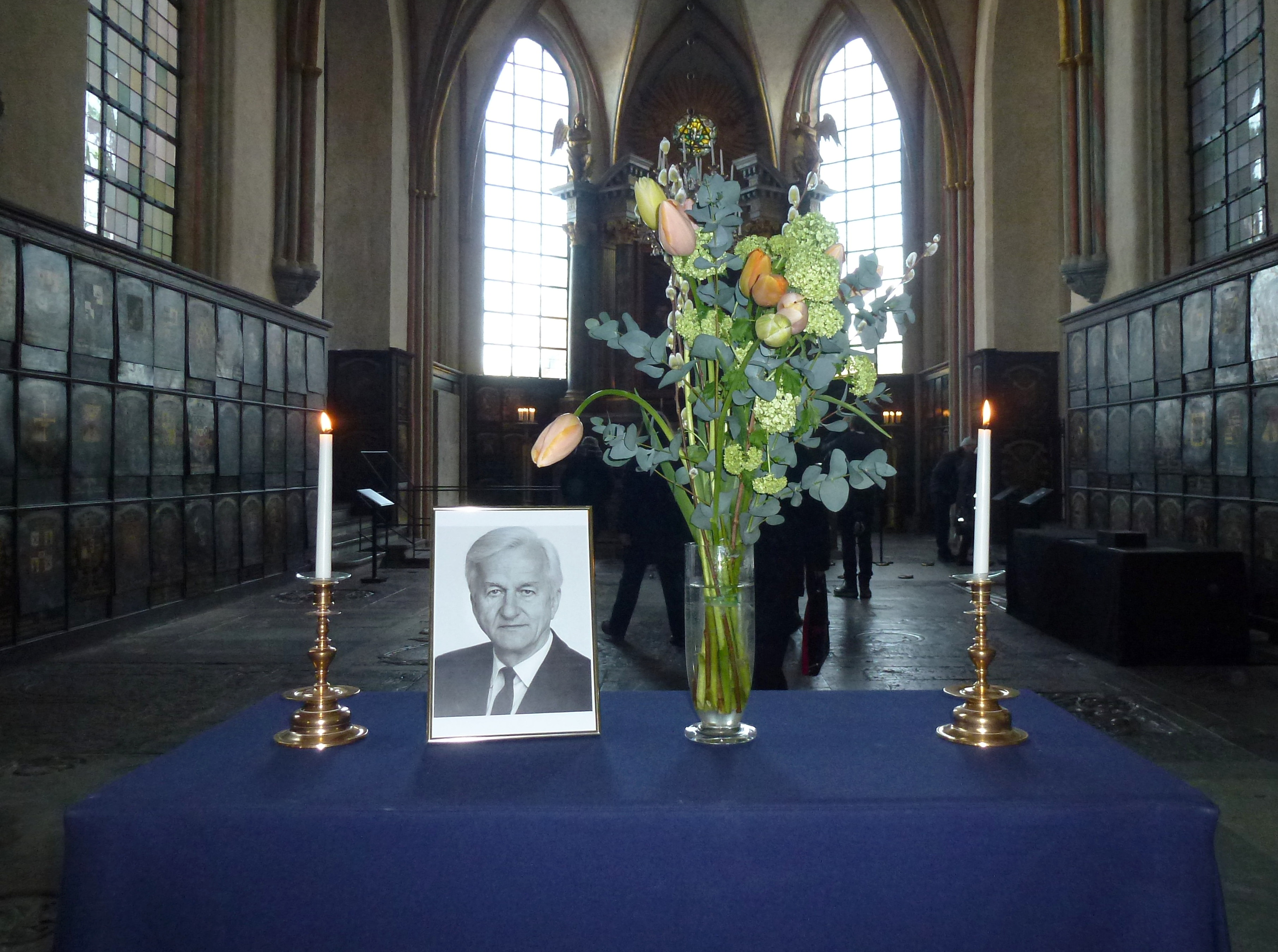
Minnesbord i Riddarholmskyrkan för Richard von Weizsäcker i samband med Serafimerringningen, 11 februari 2015.